# کواپا
مردم کواپا (‎/ˈkwɔːpɔː/‎ یا آرکانزاس و اوگاهپا) قبیله‌ای از سرخ‌پوستان ایالات متحده آمریکا هستند. آن‌ها در جایی که اکنون به عنوان غرب میانی یا درهٔ اوهایو شناخته می‌شود با هم متحد شدند. قبیلهٔ کواپا در اصل از منطقهٔ درهٔ اوهایو به سمت غربی رود می‌سی‌سی‌پی مهاجرت کردند و در ایالت امروزی آرکانزاس مستقر شدند. نامی که خودشان برگزیدند اشاره به مهاجرت و سفر به پایین رود دارد.
مردم کواپا از لحاظ فدرالی به نام ملت کواپا شناخته می‌شوند. دولت آمریکا آن‌ها را در سال ۱۸۳۴ به منطقهٔ بومی‌ها فرستاد و مقر قبیله‌ای‌شان در شهرستان اتاوا، در شمال‌شرقی اکلاهما بوده‌است. در سال ۲۰۱۱ شمار اعضای قبیله ۳٬۲۴۰ تن بود.